# Trzy tysiące franków i umoralnienie społeczne
Trzy tysiące franków i umoralnienie społeczne – list Cypriana Kamila Norwida z 1878 dotyczący udzielenia pomocy Edwardowi Siwińskiemu.

## O liście
Norwid zaadresował swój list do Józefa Bogdana Wagnera, mieszkającego w Paryżu, długoletniego przyjaciela Edwarda Siwińskiego, który wtedy właśnie oślepł i znalazł się w rozpaczliwym położeniu materialnym. Opublikował go w 1937 Zenon Przesmycki w V tomie Wszystkich pism po dziś w całości lub fragmentach odszukanych.
Nie mogąc liczyć na źródła prywatne, Norwid chce uruchomić publiczne, ale do tego potrzeba pomocy dzienników, które nie wiadomo czy kiedykolwiek przyczyniły się do uczynienia dobra na kilka tysięcy franków, bo gdyby im dać do przekazania Dekalog, to z niego zrobią powieść tendencyjną o przygodach Mojżesza. Proponuje więc by po trzech profesorów znajomych Siwińskiego z Krakowa, Poznania i Warszawy przeprowadziło odczyty na ten cel, jak wcześniej uczynili artyści. Dlatego radzi zawezwać hrabiego Stanisława Tarnowskiego, który sam się ofiarował i profesora Wagę. Reszta już pójdzie. 